# مدرسة كيوتو

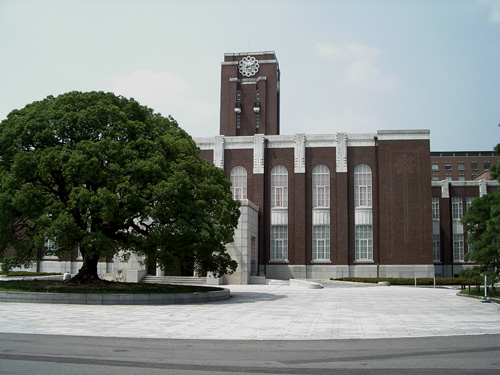

مدرسة كيوتو Kyoto School (京都学派 Kyōto-gakuha) (京都学派 Kyōto-gakuha) هو الاسم الذي أطلق الحركة الفلسفية اليابانية التي تمحورت في جامعة كيوتو التي استوعت الفلسفة الغربية والأفكار الدينية وطيعتها في صياغة دينية وأخلاقية تتلائم وتتأقلم مع التقاليد الثقافية لشرق آسيا. كما أنها تشير أيضا إلى مجموعة العلماء الذين درّسوا في نفس الجامعة بعد الحرب العالمية الثانية، وأولئك الذين تأثروا بالفكر التأسيسي الفلسفي للمفكرين في جامعج كيوتو فلسفة، والذين طوروا نظريات يابانية فريدة. 

## الأعضاء
- كيتارو نيشيدا: 1870-1945 (قسم الفلسفة. 1910-13 رئيس قسم 1913-28)
- هاجيمي تاناب: 1885-1962 (قسم الفلسفة. كرسي 1928-35?)
- توموناغا سانجورو
- كيجي نيشيتاني: 1900-1990 (قسم الفلسفة. 1928-35 رئيس قسم 1935-63)
- ماساو ابي
- ميكي كيوشي
- هيساماتسو شينيتشي
- شيزوتيزو ابه
- سانيشيج كوماكي
- ياماموتو يامانوشي  تكيورو
- تاكوشي يوشينوري

## اقترح القراءة
العلمية الكتب
- بوذا العين: مختارات من مدرسة كيوتو.  تحريرها من قبل فريدريك فرانك. نيويورك: مفترق طرق النشر، 1982.

- كيتارو نيشيدا، التحقيق في الخير،  ترجمة ماساو ابي كريستوفر آيفز. نيو هافن: مطبعة جامعة ييل، 1987 (1921).
- --, الفن والأخلاق،  ترجمة د. Dilworth و Valdo Viglielmo. هونولولو: جامعة هاواي الصحافة، 1973.
- --, وضوح وفلسفة العدم،  ترجمة روبرت Schinzinger. ويستبورت: 1958.
- Tanabe, هاجيمي، «مظاهرة المسيحية»، مقدمة في فلسفة تاناب: حسب الترجمة الإنجليزية من الفصل السابع من مظاهرة المسيحية ، ترجمة: ماكوتو أوزاكي، رودوبي Bv طبعات، كانون الثاني / يناير 1990, (ردمك 90-5183-205-2),(ردمك 978-90-5183-205-1), (أمازون B0006F1CBU).
- -- «منطق الأنواع الديالكتيك،» trns. ديفيد Dilworth; تايرا ساتو في Monumenta Nipponica, Vol. 24 العدد 3، 1969، ص. 273-288. [متوفر بصيغة pdf من خلال JSTOR]
- --, الفلسفة Metanoetics (Nanzan دراسات في الدين والثقافة)، يوشينوري تاكوشي، Valdo Viglielmo وجيمس W. Heisig (المترجمين)، مطبعة جامعة كاليفورنيا، نيسان / أبريل 1987, (ردمك 0-520-05490-3).
- كيجي Nishitani, الدين العدم،  بيركلي: مطبعة جامعة كاليفورنيا عام 1982. (ردمك 0-520-04946-2)
- --, الذاتي التغلب على العدمية،  ترجمة غراهام باركس وسيتسوكو Aihara. ألباني: جامعة ولاية نيويورك برس، 1990.
- يوشينوري تاكوشي، قلب البوذية،  ترجمة جيمس Heisig. نيويورك: 1983.

## وصلات خارجية
- موسوعة ستانفورد للفلسفة دخول
- الفاشية المجاور؟ Nishitani كيجي و Chuokoron المناقشات في المنظور ، ورقة مناقشة من قبل شياو تو في المجلة الإلكترونية المعاصرة الدراسات اليابانية, 27 تموز / يوليه 2006.